# لا فاتاریا
لا فاتاریا (به اسپانیایی: La Fatarella) یک منطقهٔ مسکونی در اسپانیا است که در Terra Alta واقع شده‌است. لا فاتاریا ۵۶٫۵ کیلومتر مربع مساحت و ۱٬۰۵۱ نفر جمعیت دارد.